# عبد اللطيف الفوراتي
عبد اللطيف الفوراتي صحفي تونسي.
التحق بالعمل الصحفي عام 1959 بجريدة الصباح، وقد تولى فيها عدة مسؤوليات وصولا إلى رئاسة تحريرها فيما بين عامي 1988 و1993، وغادرها بمجرد وصوله سن التقاعد عام 2000.
كما اشتغل كمراسل لعدد من الصحف العربية من بينها جريدة الشرق الأوسط والنهار.
على صعيد آخر نشط عبد اللطيف الفوراتي في جمعية الصحافيين التونسيين وقد ترأسها خلال الفترة بين عامي 1986 و1988.
أسس جريدة «المحرر» في أوت 2011 وهي أول جريدة يومية تصدر بعد الثورة.

## وصلة خارجية
حوار مع عبد اللطيف الفوراتي حول تجربته بدار الصباح